# Laurentius-Gymnasium
Das Laurentius Gymnasium Neuendettelsau ist eine evangelische Privatschule auf dem Löhe-Campus im mittelfränkischen Neuendettelsau. Träger des Gymnasiums ist Diakoneo.

## Geschichte

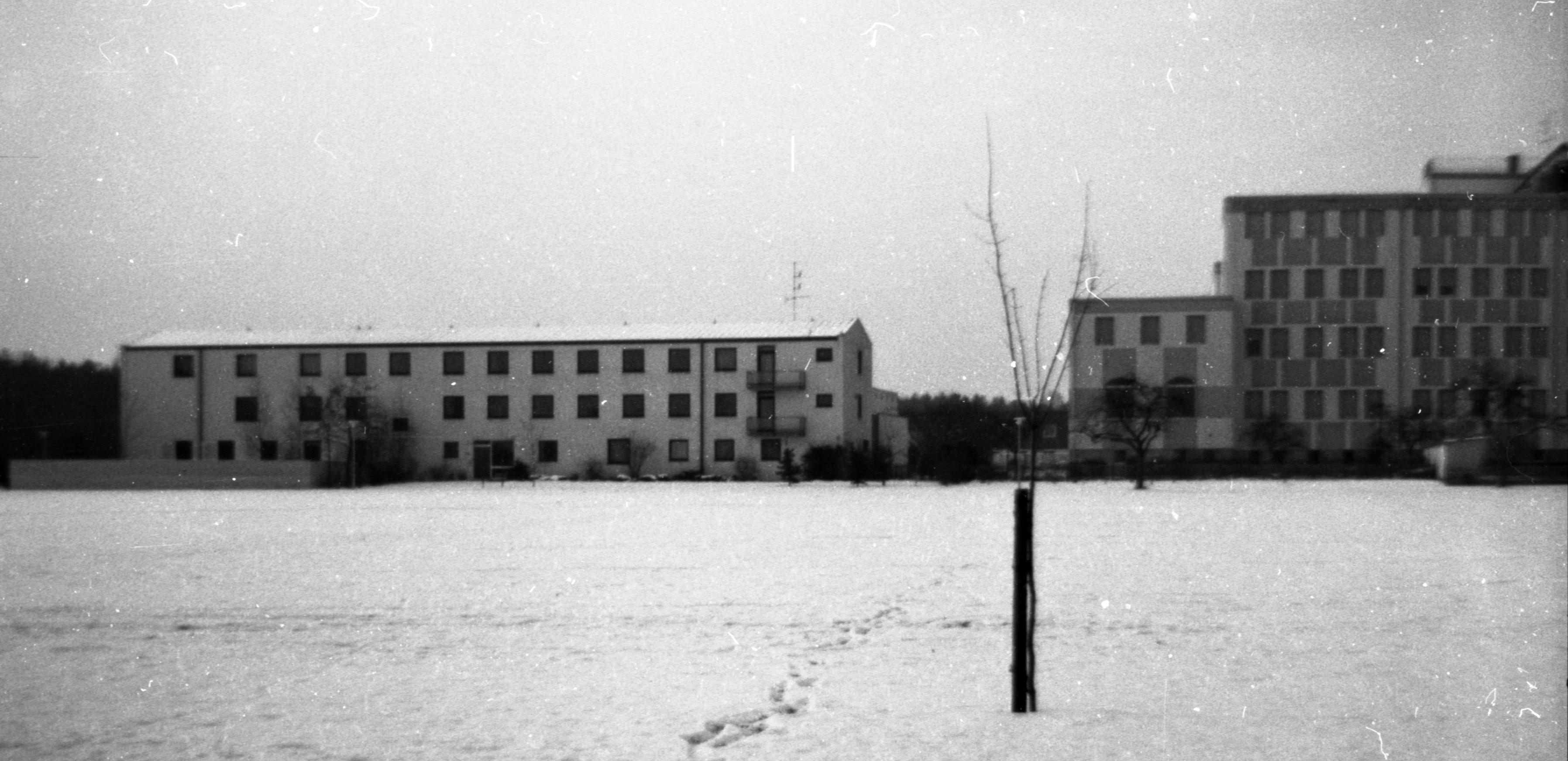
Laurentius-Gymnasium (rechts) in den 1960er Jahren

Die Schule wurde am 9. Mai 1854 gegründet und war zu Beginn im Mutterhaus der Diakonissenanstalt untergebracht. Am 1. September 1903 wurde unter Rektor Hermann Bezzel der Neubau des Schulhauses eingeweiht, der im Laufe der Jahre mehrfach umgebaut wurde. Zudem kamen Anbauten hinzu. Anfangs handelte es sich noch um eine „Höhere Töchterschule“. Jungen werden erst seit den 1970er Jahren dort unterrichtet.
Pate des Projektes Schule ohne Rassismus – Schule mit Courage ist seit 2012 der Schriftsteller Leonhard Florian Seidl. Zudem ist das Gymnasium eine Europaschule.
Die Schüler organisierten im Juli 2024 eine Demonstration für Demokratie, an der etwa 500 Schüler teilnahmen.

## Standort
Das Gymnasium ist Teil des Löhe-Campus und seine Schüler können somit Bibliothek, Laurentius-Kapelle, Mensa und Sporthallen mitnutzen.

## Schulprofil
Die Schule bietet zwei Zweige an.
- sprachlichen Zweig mit der Sprachenfolge Englisch, Latein, Französisch und bei Interesse die Möglichkeit auf Spanisch ab der 11. Jahrgangsstufe
- sozialwissenschaftlicher Zweig mit der Sprachenfolge Englisch und der Wahl zwischen Französisch und Latein.

Außerdem wird eine Offene Ganztagsschule mit Hausaufgabenbeaufsichtigung angeboten.

## Angebote
Die Schüler engagieren sich in Schülervertretung, als Tutoren oder im Schulforum.
Es werden verschiedene Projekte wie Schultheater, Exkursionen und musikalische, handwerkliche und sportliche Projekte angeboten.

## Partnerschulen
Die Schule pflegt folgende Schulpartnerschaften. Dorthin finden auch Schüleraustausch statt.
- Faith Lutheran Secondary School, Tanunda
- Endeavour College, Adelaide
- St Peters Lutheran College, Brisbane
- Institution des Chartreux, Lyon
- Frankenmuth High School, Michigan
- Sacred Heart Catholic High School, Newcastle
- Deak Téri Evangélikus Gimnásium, Budapest

## Kritik
Die Schule stand in der Vergangenheit aufgrund der künstlerischen Nebenbeschäftigung eines Lehrers in der Kritik der evangelikalen Nachrichtenagentur idea.

## Bekannte Personen

### Absolventen
- Matthias Grünert (* 1973), Kirchenmusiker und Kantor der Dresdner Frauenkirche

### Lehrer
- Hans Rößler (1935–2025), Lehrer in Deutsch, Geschichte und Latein, daneben Historiker und Gründer und Leiter des Löhe-Zeit-Museums